# Acanthagrion hartei
Acanthagrion hartei е вид насекомо от семейство Coenagrionidae.

## Разпространение
Видът е разпространен в Еквадор.